# Tello Namane
Tello Namane (* 15. Januar 1974) ist ein ehemaliger lesothischer Langstreckenläufer.
Er trat bei den Olympischen Sommerspielen 1992 in Barcelona an. Im Wettbewerb über 5000 m schied er in den Vorläufen aus.